# 狼疾記
『狼疾記』（ろうしつき）は、中島敦の短編小説。題名は孟子の「養其一指、而失其肩背、而不知也、則為狼疾人也。（一指に気をとられて肩や背まで失うことに気がつかぬ、それを狼疾の人と云う）」という言葉に由来している。「かめれおん日記」と共に「過去帳」と総称される。長編の未完作品『北方行』との類似点が多く、それを再構成した作品と見られている。たとえば、太陽が冷えて地球がいずれ滅亡してしまうことへの言及などである。

## あらすじ
三造は冒頭で南洋の先住民族の暮らしの記録映画を見ている。「どうして彼らのように、宇宙の運命を知らずに生まれてくることができなかったのだろう？　いや、なぜ人間として生まれしまったのだろう？」と彼は考え込んでしまう。彼は太陽と地球と人類がいずれ滅びることが意識から離れず、常に形而上学的な不安にさいなまれていた。

また、職場の女学校で、国漢の老教師の漢詩に対し即興で答えると、大袈裟に褒められたことがあったが、そのときにどれほど己の「臆病な自尊心」が満たされたことかと、振り返っていた。

「臆病な自尊心」ゆえに、人前に出て名声や地位を得ようと奮闘することもなく、毎日の生活を充実させようとしてきたが、それもうまくいかなかった。この独居の味気無さはなんだろうか。薬を飲んで横になりながら、そう嘆いていた。

こうした苦悩の吐露の後、事務のM氏なる人物が登場する。彼は周囲の人から愚鈍だとみなされていた。フランス語の初等講座をラジオを数回聞いたけで、「私はフランス語をやります」と本気で思いこんで罪悪感なく公言してしまったり、女性の手を悪気なく握ってしまったりしていたためである。

M氏は実際、金を払えば「『日本名婦伝』なる書物に妻の名前を載せてやる」という詐欺出版に引っかかっていた。おそらくその本をまた被害者に買わせて金を毟り取るのであろう。その詐欺出版の結果を披露する彼を見て三造はいたたまれなくなる。

その後、三造はM氏に誘われ、おでん屋に行く。そこで彼の話を聞くのだが、三造は耳を傾けているうちに意外なことに気づく。M氏は話し方こそまどろっこしいが、実は深い洞察力があるのではないか。そして、M氏から自分の形而上学的な不安を無意味で下らないものだと説教され、自分の自意識過剰な姿を喝破される。

酔った三造はそのことも忘れ、しばらく街をさまよい歩く。

## おもな収録書籍
- 『山月記・李陵 他九篇』（岩波文庫、1994年7月）
  - 解説：氷上英廣。註：飯倉照平。初出一覧
  - 収録作品：「李陵」「弟子」「名人伝」「山月記」「文字禍」「悟浄出世」「悟浄歎異」「環礁―ミクロネシヤ巡島記抄―」「牛人」「狼疾記」「斗南先生」
- 『斗南先生・南島譚』（講談社文芸文庫、1997年3月）
  - 解説：勝又浩。作家案内：木村一信。著書目録：鷺只雄
  - 収録作品：「斗南先生」「過去帳」「古譚」「南島譚」「環礁―ミクロネシヤ巡島記抄―」
- 『中島敦全集2』（ちくま文庫、1993年3月）
  - カバー装画：土方久功「雲」
  - 解説：群ようこ。解題：勝又浩
  - 収録作品：「南島譚」「環礁―ミクロネシヤ巡島記抄―」「わが西遊記」「古俗」「過去帳」、日記、書簡